# Деркач Роман Степанович
Роман Степанович Деркач (* 13 листопада 1965, Солонка, Львівська область) — радянський та український футболіст і тренер, захисник. Зараз працює тренером у КЗ ДЮСШ «Карпати» (Львів).

## Життєпис
Вихованець СДЮШОР «Карпати» (Львів). Перший тренер — Анатолій Леонідович Тищенко.
Навчався у Львівському державному інституті фізичної культури.
Грав у командах «Газовик» (Комарно), «Карпати» (Львів), «Евіс» (Миколаїв), ФК «Львів», «Галичина» (Дрогобич), «СКА—Орбіта» (Львів).
Був головним тренером «СКА—Орбіта» (Львів) у сезоні 2001/02. Зараз працює тренером у СДЮШОР «Карпати» (Львів).